# Que se la llevaron!
Et ils l'enlevèrent
L'eau-forte Que se la llevaron! en français : « Et ils l'enlevèrent » est une gravure de la série Los caprichos du peintre espagnol Francisco de Goya. Elle porte le numéro huit dans la série des 80 gravures. Elle a été publiée en 1799.

## Interprétations de la gravure
Il existe divers manuscrits contemporains qui expliquent les planches des Caprichos. Celui qui se trouve au Musée du Prado est considéré comme un autographe de Goya, mais semble plutôt chercher à dissimuler et à trouver un sens moralisateur qui masque le sens plus risqué pour l'auteur. Deux autres, celui qui appartient à Ayala et celui qui se trouve à la Bibliothèque nationale, soulignent la signification plus décapante des planches.
- Explication de cette gravure dans le manuscrit du Musée du Prado :
La mujer que no sabe guardar es del primero que la pilla y cuando no tiene remedio se admiran de que se la llevaron.
(La femme qu'on ne sait pas garder, est parmi les premières qu'on enlève et quand il n'y a pas de solution, on admire qu'on l'ait enlevée)[3].

- Manuscrit de Ayala :
La mujer que no se sabe guardar, es del primero que la pilla.
(La femme qu'on ne sait pas garder est la première qu'on enlève)[3].

- Manuscrit de la Bibliothèque nationale :
Un eclesiástico que tiene un amor ilicito, busca un gañán[4] que le ayuda al rapto de su querida.
(Un ecclésiastique qui a un amour illicite, cherche un valet qui l'aide au rapt de sa chérie)[3].

## Technique de la gravure
Le premier dessin préparatoire est tiré de l'Album de Madrid. C'est un lavis à l'encre de chine avec des traces de pierre noire. En haut à droite : « 61 », en haut au centre : « caricaturs ». Dans la marge inférieure, à gauche : « Es dia de su santo » (« C'est le jour de sa fête »). Ajouté en haut au centre : « 4 ». L'image reproduit l'exemplaire du Musée du Louvre. Le premier dessin préparatoire mesure 195 × 120 mm.
L'arbre à l'arrière sur le second dessin préparatoire à la sanguine, conservé au Musée du Prado, a été supprimé sur la gravure approfondissant la plaine désolée. Dans l'angle inférieur gauche, au crayon : « 6 » ; à côté à l'encre : « 6 ». Le second dessin préparatoire mesure 190 × 137 mm.
Goya a utilisé pour l'estampe l'eau-forte et l'aquatinte. L'estampe mesure 214 × 150 mm sur une feuille de papier de 306 × 201 mm.

## Catalogue
- Numéro de catalogue G02096 de l'estam1pe au Musée du Prado.
- Numéro de catalogue D04231 du second dessin préparatoire au Musée du Prado.
- Numéro de catalogue RF 6912 du premier dessin préparatoire au Musée du Louvre.
- Numéro de catalogue 51-1-10-8 au Musée Goya de Castres.